# Cyclocardia isaotakii
Cyclocardia isaotakii is een tweekleppigensoort uit de familie van de Carditidae. De wetenschappelijke naam van de soort is voor het eerst geldig gepubliceerd in 1972 door Tiba.